# Benoît Sokal
Benoît Sokal (ur. 28 czerwca 1954 w Brukseli, zm. 28 maja 2021) – belgijski twórca komiksów i grafiki do gier komputerowych. Związany z tworzącą gry komputerowe firmą Microïds, dla której projektował grafikę do takich gier jak Amerzone i gry z serii Syberia.

## Życiorys
Benoît Sokal studiował na École Supérieure des Arts Saint-Luc w Brukseli wraz z wieloma belgijskimi twórcami komiksów, np. François Schuitenem. W 1978 zaczął rysować dla magazynu „À Suivre”. Stworzył serię komiksów Inspektor Canardo opowiadających o losach załamanego kaczora-detektywa z zamiłowaniem do papierosów, alkoholu i femme fatale. Później Sokal dołączył do tworzącej gry komputerowe firmy Microïds i zaczął pracować nad grafiką do gier przygodowych, takich jak m.in. Amerzone (1999) i Syberia (2002). Po kilku latach założył własną firmę White Birds Productions, która wyprodukowała grę Paradise wydaną przez Ubisoft.

## Twórczość

### Komiksy
- Inspektor Canardo, 23 albumy, 1981-; Casterman
- Sanguine, z Alainem Populaire’em; 1988, Casterman
- Silence, on tue!, z François Rivière’em; 1990, Nathan
- Le Vieil homme qui n’écrivait plus, 1995, Casterman
- Paradise, 2005-2007
- Kraa, 2010-2014
- Aquarica, z François Schuitenem; 2017

### Gry komputerowe
- Amerzone (1999)
- Syberia (2002)
- Syberia II (2004)
- Paradise (2006)
- Last King of Africa (2008) (wersja Paradise na Nintendo DS)
- Sinking Island (2007)
- Nikopol: Secrets of the Immortals (2008)
- Aquarica (2011) (anulowana)
- Syberia 3 (2017)[2]
- Syberia: The World Before (2021)

## Odznaczenia
- Oficer Orderu Leopolda II (Belgia, 2006)[3]
- Kawaler Orderu Sztuki i Literatury (Francja, 2007)[4]